# رود لیپیا
رود لیپیا (انگلیسی: Lypya) یک رودخانه در سرزمین پرم کشور روسیه است.